# Turbina Pelton

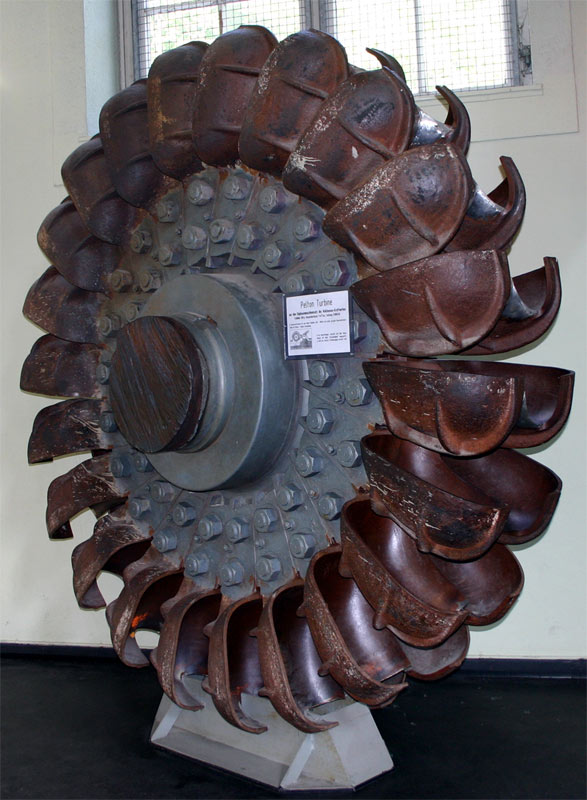
Turbina Pelton de la central hidroelèctrica de Walchensee (Alemanya).

Una turbina Pelton és una de les més eficients dels tipus de turbines hidràuliques. Inventada per Lester Allan Pelton. La turbina Pelton és el que s'anomena una turbina "d'acció", ja que l'element impulsor (normalment aigua) s'aplica directament sobre ella per a fer-la moure. És una de les tres principals famílies de turbines (Pelton, Francis i Kaplan).
Al voltant de tot el rodet, hi ha els catúfols amb forma de cullera doble i que són d'una gran eficiència. L'aigua es fa arribar en la direcció més idònia cap a aquests àleps a una pressió altíssima a través d'uns injectors (amb una agulla interior que en regula el cabal). És el tipus de turbina més apropiada per a grans salts d'aigua i petits o mitjans cabals, com els que hi ha a les petites centrals hidroelèctriques del Pirineu, tot i que són capaces de generar potències gens menyspreables.